# مودال جاز
مُدال جز (به انگلیسی: modal jazz) به معنای «جَز اسلوب» به سبکی از موسیقی جاز گفته می‌شود که در آن به جای آکورد از مدهای موسیقی یا اسلوب‌های موسیقی استفاده می‌شود. این به طور خلاصه بدین معنا است که نوازندگان به جای ترکیب و پشت هم نوازی نت‌های یک کورد می‌توانند از نت‌هایی که در کورد مورد نظر نمی‌گنجند ولی در قالب آهنگ و به گوش شنونده زیبا می‌رسند نیز استفاده کنند. بدین ترتیب نوازندگان آزادی بیشتری برای نواختن موسیقی به دست می‌آورند. این نوع موسیقی که تحت تأثیر موسیقی شرقی به جاز راه یافته‌است، در موسیقی سنتی ایران نیز دیده می‌شود.
مایلز دیویس را از سردمداران این سبک می‌دانند و آلبوم به نوعی آبی (به نوعی غمگین) او مهم‌ترین اثر در این سبک به شمار می‌رود.